# Vinnie Colaiuta
Vinnie Colaiuta (ur. 5 lutego 1956 w Brownsville) – amerykański muzyk i instrumentalista, wirtuoz instrumentów perkusyjnych oraz ceniony muzyk sesyjny.
Colaiuta znany jest przede wszystkim ze współpracy z Frankiem Zappą. Nagrywał i koncertował również z Faith Hill, Stingiem, Joni Mitchell, Barbrą Streisand, Stingiem, Sandy & Junior, Chaką Khan, Jeffem Beckiem, Chickiem Coreą, Quincy Jonesem, Megadeth, The Buddy Rich Big Band czy Buell Neidlingerem.

## Instrumentarium
| Talerze perkusyjne Paiste - 22" Formula 602 Modern Essentials China - 8" Formula 602 Modern Essentials Splash - 15" Formula 602 Modern Essentials Hi-Hat - 20" Formula 602 Modern Essentials Crash - 10" Formula 602 Modern Essentials Splash - 22" Formula 602 Modern Essentials Ride - 16" Formula 602 Modern Essentials Crash - 18" Formula 602 Modern Essentials Crash |  | Pałki perkusyjne Vic Firth - Vinnie Colaiuta Signature Sticks 5B Bębny Gretsch - 14"×22" Bass drum - 7"×10" Tom-tom - 8"×12" Tom-tom - 14"×14" Floor tom - 16"×16" Floor tom - 5"×14" Supraphonic Hammered Brass Snare |

## Publikacje
- The UnReel Drum Book: Featuring the Music of Randy Waldman and the Drumming of Vinnie Colaiuta, 2003, Alfred Music, ISBN 978-0-7579-1741-7

## Filmografia
- „Baby Snakes” (1979, film dokumentalny, reżyseria: Frank Zappa)[6]
- „Nathan East: For the Record” (2014, film dokumentalny, reżyseria: Chris Gero, David Maxwell)[7]

## Dyskografia
| - 2022 Vinnie Colaiuta, Mother's Milk - 2018 Toto, 40 Trips Around The Sun - 2017 Mili, Written In The Stars - 2017 Brian Eisenberg Jazz Orchestra, Life Changes - 2017 Jing Chi, Supremo - 2017 Kamil Rustam, Cosmopolitain - 2017 Tomi Malm, Walkin’ On Air - 2017 Nathan East, Reverence - 2016 Faith Hill, Deep Tracks - 2016 Jeff Richman, Sizzle - 2016 Sting, 57th & 9th - 2016 Frank Zappa, Chicago ’78 - 2016 Nicola Meier, Infinity - 2016 Lang Lang, New York Rhapsody - 2016 Eduardo Kusdra, By the Cradle - 2016 Barbra Streisand, Encore: Movie Partners Sing Broadway - 2016 Céline Dion, Encore un soir - 2016 Damian Draghici, The American Dream - 2016 Allen Hinds, Fly South - 2016 Kandace Springs, Soul Eyes - 2016 Jazz Funk Soul, More Serious Business - 2015 Bette Midler, A Gift Of Love - 2015 Sanjay Chitale & Sandeep Chowta, American Pilgrimage - 2015 Various Artists, We Love Disney - 2015 Andrea Bocelli, Cinema - 2015 LeAnn Rimes, Today Is Christmas - 2015 Jeff Lorber Fusion, Step It Up - 2015 Lisa Bassenge, Canyon Songs - 2015 Carol Duboc, Colored Glasses - 2015 Brian Eisenberg Jazz Orchestra, Sense of Gratitude - 2015 Lizz Wright, Freedom & Surrender - 2015 The Weeknd, Beauty Behind The Madness - 2015 Gloria Trevi, El Amor - 2015 Joe Satriani, Shockwave Supernova - 2015 Melody Gardot, Currency Of Man - 2015 Jeff Richman, Hotwire - 2015 Michael Schmidt, Utopia - 2015 Boney James, Futuresoul - 2015 Josh Groban, Stages - 2015 Brian Wilson, No Pier Pressure - 2015 Juan Gabriel, Los Dúo - 2014 Joni Mitchell, Love Has Many Faces: A Quartet, A Ballet, Waiting To Be Danced - 2014 LeAnn Rimes, One Christmas: Chapter One - 2014 Antoine Fafard, Ad Perpetuum - 2014 Madeleine Peyroux, Keep Me In Your Heart For A While: The Best of Madeleine Peyroux - 2014 Idina Menzel, Holiday Wishes - 2014 Till Brönner, The Movie Album - 2014 Billy Childs, Map to the Treasure: Reimagining Laura Nyro - 2014 Tommy Tedesco, The Best for Last - 2014 Chrissy Shefts, Can't Be Touching Ground - 2014 Purposeful Porpoise, Purposeful Porpoise - 2014 Joe Satriani, The Complete Studio Recordings - 2014 Dewa Budjana, Surya Namaskar - 2014 Nathan East, Nathan East - 2013 Everything But the Girl, Worldwide & Acoustic EPs - 2013 Laura Pausini, 20 Grandes Exitos - 2013 Andrea Bocelli, Love in Portofino - 2013 Il Volo, Buon Natale: The Christmas Album - 2013 Mary J. Blige, A Mary Christmas - 2013 Jeff Lorber, Hacienda - 2013 Travis Tritt, The Calm After - 2013 Hans Zimmer, Man of Steel: Original Motion Picture Soundtrack - 2013 Carol Duboc, Smile - 2013 Joe Satriani, Unstoppable Momentum - 2013 Michael Bublé,To Be Loved - 2013 Boney James, The Beat - 2013 Yoonchan Kwak, 49 (Forty Nine) - 2012 Drew Zingg, Drew Zingg - 2012 Thalia, Habitame Siempre - 2012 Soleil Moon, On the Way to Everything - 2012 Micky Dolenz, Remember - 2012 Karizma, Perfect Harmony - 2012 Lee Ritenour, Rhythm Sessions - 2012 Brian Bromberg, Compared to That - 2012 Trevor Rabin, Jacaranda - 2012 Chris Botti, Impressions - 2012 Msm Schmidt & Team Amerika, Evolution - 2012 Wayne Krantz, Howie 61 - 2012 Dominic Miller, 5th House - 2012 Michael Landau, Organic Instrumentals - 2012 Paul McCartney, Kisses on the Bottom - 2012 Jeff Lorber, Galaxy - 2012 Frédéric Slama, The Colors Of L.A - 2012 Frank Quintero, Guerreros de luz - 2011 Oz Noy, Twisted Blues Volume 1 - 2011 Steve Kusaba, Centrifugal Satz Clock: Morning - 2011 Doug Lunn, The Doug Lunn Project - 2010 Kermit Driscoll, Reveille - 2010 Anna Mjöll, Christmas Jazzmaz - 2010 Jeff Richman, Like That - 2010 Brian Bromberg, Brian Bromberg Plays Jimi Hendrix - 2010 Lee Ritenour, 6 String Theory - 2010 Herbie Hancock, The Imagine Project - 2010 Jeff Beck, Emotion & Commotion - 2010 Mark Egan, Truth Be Told - 2009 The Mar Vista Philharmonic, No Forest Fire - 2009 Luciana Souza, Tide - 2009 Eros Ramazzotti, Ali e Radici - 2009 Various Artists ’80s Metal: A Double Dose - 2009 Melody Gardot, My One & Only Thrill - 2009 Five Peace Band, Five Peace Band (Live) - 2009 Soup From 8 To Infinite - 2009 James Newton Howard, Duplicity (Soundtrack) - 2009 Torcuato Mariano, So Far from Home - 2009 Madeleine Peyroux, Bare Bones - 2008 Asia, Progressive Rock Friends - 2009 Jeff Beck Performing This Week: Live at Ronnie Scott’s (Blu-ray DVD) - 2008 Jeff Beck Performing This Week...Live at Ronnie Scott’s - 2008 Luz Rios, Aire - 2008 Brian Culbertson, Christmas & Hits Duos - 2008 Megadeth, Anthology: Set the World AFire - 2008 Various Artists Les Paul and Friends: Tribute to a Legend - 2008 Simone Borghi, On Line - 2008 River: The Joni Letters with Herbie Hancock - 2008 Herbie Hancock, Then & Now: The Definitive Herbie Hancock - 2008 Dave Koz, Greatest Hits - 2008 George Duke, Dukey Treats - 2008 L.A. Chillharmonic, The L.A. Chillharmonic - 2008 Glen Campbell, Meet Glen Campbell - 2008 Vibes Alive, After Hours - 2008 Los Temerarios, Si Tu Te Vas - 2008 Leonard Cohen, The Collection - 2008 Chanté Moore, Love The Woman - 2008 Various Artists The Ultimate Tribute to Led Zeppelin - 2008 LeAnn Rimes, Leann Rimes Collector’s Edition Tin - 2008 FJulia rancis, Lucky Penny - 2008 Boyz II Men, Motown Hitsville Usa (Tour Edition) (W/DVD) - 2008 Andrea Bocelli, Vivere: Best Of Andrea Bocelli (utwór dodatkowy) - 2008 Backstreet Boys, Unbreakable: Tour Edition (Bonus Dvd) - 2008 Randy Jackson, Randy Jackson’s Music Club - 2008 Michael McDonald, Soul Peak - 2008 Céline Dion, X2 - 2008 Ilona, Alla en el Sur - 2007 Frank Zappa, Buffalo - 2007 Megadeth, Warchest - 2007 Faith Hill, Hits - 2007 Bill Medley, Damn Near Righteous - 2007 Les Sabler, Sweet Drive - 2007 Chris Botti, Italia - 2007 Pat Monahan, The Last of Seven - 2007 Oz Noy, Fuzzy - 2007 Kristina Kovac, U nebranom grožđu - 2007 Travis Tritt, The Storm - 2007 Dean Martin, Forever Cool - 2007 Billy Cyrus, Ray Home At Last - 2007 Various Artists Freeway Jam: To Beck and Back - 2007 Mark Isaacs, Resurgence - 2007 Michael Bublé, Call Me Irresponsible - 2007 Brian Buckley, For Her - 2007 Jeff Babko, Mondo Trio - 2007 Jeff Lorber, He Had a Hat - 2007 Daniel Lee Martin, On My Way to You - 2007 Various Artists We All Love Ennio Morricone - 2007 Brian Bromberg, Downright Upright - 2007 Jill Scott, Jill Scott Collaborations - 2007 Wayne Bergeron, Plays Well With Others - 2006 Frank Zappa, Trance-Fusion - 2006 Various Artists Legends Of Jazz With Ramsey Lewis Box Set - 2006 Laura Pausini, Yo Canto - 2006 Michelle Tumes - 2006 Josh Groban, Awake - 2006 Brian Culbertson Soulful Christmas - 2006 George Benson Givin' It Up - 2006 Scott Kinsey, Kinesthetics - 2006 Bette Midler, Cool Yule - 2006 James Taylor James Taylor at Christmas - 2006 Kazu Matsui Project, Pioneer - 2006 Jeff Berlin, Aneurythms - 2006 The Ten Tenors, Here’s to the Heroes - 2006 Sam Moore, Overnight Sensational - 2006 Richard Bona, Tiki - 2006 Lee Ritenour, Smoke 'n' Mirrors - 2006 Joanna, This Crazy Life - 2006 Greg Adams, Cool To The Touch - 2006 Various Artists Summer Jam Session - 2006 Dan Siegel, Departure - 2006 Various Artists ’80s Metal Tribute to Van Halen - 2006 LeAnn Rimes, Whatever We Wanna - 2006 Michael Franks, Rendezvous in Rio - 2006 Matt Dusk, Back in Town - 2006 Katharine McPhee, My Destiny / Somewhere Over the Rainbow CD-SINGLE - 2006 Gregg Rolie, Gringo - 2006 John McLaughlin, Industrial Zen - 2006 Marilyn Scott, Innocent of Nothing - 2006 Various Artists Return to the Dark Side of the Moon: A Tribute to Pink Floyd - 2006 Various Artists The Royal Dan: A Tribute - 2006 Amy Sky, Life Lessons: The Best of Amy Sky - 2006 Jeff Beck, Official Bootleg USA '06 - 2006 Various Artists Legends of Jazz Showcase - 2006 Rob Whitlock, Sketchin' 2 - 2006 Erin Boheme, What Love Is - 2006 Tom Scott, The Very Best of Tom Scott - 2006 Various Artists Pink Floyd's The Wall Revisited - 2006 Brian Bromberg, Wood II - 2006 Various Artists Flying High Again: The World’s Greatest Tribute to Ozzy Osbourne - 2006 Various Artists Funk Academy - 2006 Frank Macchia, Mo' Animals - 2006 Chick Corea, The Ultimate Adventure - 2006 Bunny Brunel, Dedication - 2006 Andrea Bocelli, Amore - 2006 Various Artists More or Less Jazz Two - 2006 Jeff Berlin, Ace of Bass - 2005 Joni Mitchell, Songs of a Prairie Girl - 2005 Ashley Maher, Flying Over Bridges - 2005 Ricardo Arjona, Adentro - 2005 Anastacia, Pieces of a Dream - 2005 Eros Ramazzotti, Calma Apparente - 2005 Burt Bacharach, At This Time - 2005 Destiny’s Child, #1's - 2005 Various Artists Revolution Of The Spirit - 2005 Chris Botti, To Love Again - 2005 Various Artists 40 Years: A Charlie Brown Christmas - 2005 P.J. Olsson, Beautifully Insane - 2005 David Garfield, The State Of Things - 2005 Kyle Eastwood, Paris Blue - 2005 Beppe Cantarelli, Blues, Rock & Soul - 2005 Pussycat Dolls, PCD - 2005 Bill Evans, Soulgrass - 2005 David Pack, The Secret Of Movin' On - 2005 Various Artists The Loner – A Tribute To Jeff Beck - 2005 Marilyn Scott, Handpicked - 2005 Faith Hill, Fireflies - 2005 Various Guitarists Fusion For Miles - 2005 Amber Whitlock, The Colours Of Life - 2005 Various Artists Visions of an Inner Mounting Apocalypse - 2005 Eric Benet, Hurricane - 2005 Bob Bennett, Lord of the Past - 2005 Backstreet Boys, Never Gone - 2005 Paul Anka, Rock Swings - 2005 Allan Holdsworth, Against the Clock: The Best of Allan Holdsworth - 2005 Jakob Magnusson, Time Zone - 2005 Various Artists Welcome to the Nightmare: An All-Star Salute to Alice Cooper - 2005 Marta Sanchez, Lo Mejor de Marta Sanchez - 2005 Michael Bublé, It’s Time - 2005 Rob Whitlock, Sketchin' - 2005 LeAnn Rimes, This Woman - 2005 Julia Fordham, That’s Live - 2004 Frank Macchia, Animals - 2004 Lindsay Lohan, Speak - 2004 Vito Rezza, Drums of Avila - 2004 Clay Aiken, Merry Christmas with Love - 2004 Marco Antonio Solís, Razon De Sobra - 2004 James Taylor, James Taylor: A Christmas Album - 2004 Michael McDonald, Motown Two - 2004 Jaffe, Something To Fall Back On - 2004 Joe Cocker, Heart and Soul - 2004 Various Artists Shall We Dance? (Soundtrack) |  | - 2004 Various Artists American Drummers Achievement Awards Honoring Steve Gadd - 2004 Chris Botti, When I Fall In Love - 2004 Hilary Duff, Hilary Duff - 2004 Queen Latifah, Dana Owens Album - 2004 Megadeth The System Has Failed - 2004 Marilyn Scott, Nightcap - 2004 Greg Mathieson, West Coast Groove - 2004 Original Score Bourne Supremacy - 2004 Jing Chi, 3D - 2004 David Benoit, Benoit/Freeman Project 2 - 2004 Dianne Schuur, Rediscovery On GRP - 2004 Various Artists Smooth Jazz: Cruisin - 2004 Karizma, Lost and Found - 2004 Renee Olstead, Renee Olstead - 2004 Jim Brickman, Greatest Hits - 2004 Various Artists Tribute To Jimi Hendrix: Power Of Soul - 2004 Various Artists Spin The Bottle: Tribute To Kiss - 2004 Vasco Rossi, Buoni O Cattivi - 2004 Robi Rosa, Draco Mad Love - 2004 Kimo Williams, Kimotion Live 2002 – With My Friend Vinnie - 2004 John Wesley Harding, Adam’s Apple - 2004 Various Artists Tribute To Aerosmith - 2004 Abe Laboriel, Live in Switzerland - 2004 Mike Stern, These Times - 2003 Frank Zappa, Halloween - 2003 Clay Aiken, Measure of a Man - 2003 Ilse Delange, Clean Up - 2003 Richard Bona, Munia: The Tale - 2003 Alejandro Sanz, No Es Lo Mismo - 2003 Marcos Witt, Vivencias - 2003 Sting, Sacred Love - 2003 Nate Sallie, Inside Out - 2003 Randy Waldman, Timing Is Everything - 2003 Jing Chi, Jing Chi Live at Yoshi's - 2003 Cave Men, Cave Men - 2003 David Garfield, Giving Back - 2003 Various Artists (Sting) The Very Best of MTV Unplugged 2 - 2003 Michael Bublé, Michael Bublé - 2003 Bill Evans, Big Fun - 2003 Jeff Richman, One Two - 2003 Stanley Clarke, 1 2 to the Bass - 2003 Andy Summers, Earth + Sky - 2002 Laura Pausini, From The Inside - 2002 Faith Hill, Cry - 2002 Dana Glover, Testimony - 2002 LeAnn Rimes, Twisted Angel - 2002 Bob James, Morning Noon & Night - 2002 Jack Russell, For You - 2002 Various Artists – Pop (Sting) The Very Best of MTV Unplugged - 2002 Various Artists Let’s Roll: Together in Unity, Faith and Hope - 2002 Robben Ford, Blue Moon - 2002 Original Soundtrack Queen of the Damned - 2002 Take 6, Beautiful World - 2002 Various Artists An All Star Lineup Performing The Songs Of Pink Floyd - 2002 Jing Chi, Jing Chi - 2002 Lee Ritenour, Rit's House - 2001 Chris Botti, Night Sessions - 2001 Alejandro Sanz, MTV Unplugged - 2001 Jann Arden, Greatest Hurts: The Best of Jann Arden - 2001 Barbra Streisand, Christmas Memories - 2001 The Martins, Glorify Edify Testify - 2001 Kimo Williams, Tracking - 2001 SHeDAISY, Whole SHeBANG: All Mixed Up - 2001 Richard Bona, Reverence - 2001 Dyno Four, Live at the Baked Potato 2000 - 2001 Mike Stern, Voices - 2001 Various Artists Live at the Baked Potato – Vol. Two - 2001 Michelle Branch, Spirit Room - 2001 Randy Waldman, UnReel - 2001 Yumi Matsutoya, Acacia - 2001 Asia, Aura - 2001 Various Artists Modern Drummer Festival 2000 - 2001 Marcus Miller, M2 (M Squared) - 2001 Various Artists Live at the Baked Potato – Vol. One - 2001 Stevie Nicks, Trouble In Shangri-La - 2001 Rich Ruttenberg, Angora Station - 2001 Karizma, Document - 2001 Aydin Esen, Living - 2001 Vasco Rossi, Stupido Hotel - 2001 Amy Sky, Phenomenal Woman - 2001 John Beasley, Surfacing - 2000 Christina Aguilera, My Kind of Christmas - 2000 T-Square, Friendship - 2000 Chaka Khan, The Jazz Channel Presents Chaka Khan - 2000 Quincy Jones & Sammy Nestico, Basie and Beyond - 2000 Ivan Lins, A Love Affair: The Music of Ivan Lins - 2000 Gianni Morandi, Come Fa Bene l'Amore - 2000 Melvin Davis, Lee Tomorrow’s Yesterday - 2000 Various Artists Bat Head Soup: A Tribute to Ozzy - 2000 Brenda Russell, Paris Rain - 2000 Crystal Lewis, Fearless - 2000 Los Lobotomys, Los Lobotomys - 2000 Mike Figgis, Time Code Original Motion Picture Soundtrack - 2000 Melissa Ferrick, Freedom - 2000 Lothar Kosse, Rainmaker - 2000 Larry Carlton, Fingerprints - 2000 Jason Miles / Various Artists Celebrating the Music of Weather Report - 2000 Steely Dan, Two Against Nature - 1999 Frank Zappa, Son of Cheep Thrills - 1999 Sting, Brand New Day - 1999 David Benoit, Professional Dreamer - 1999 Ron Kenoly, We Offer Praises - 1999 Enrique Iglesias, Enrique Iglesias - 1999 Kenny Pore, Sessions, Vol. 2 - 1999 Kenny Pore, Sessions, Vol. 1 - 1999 Luis Miguel, Amarte Es Un Placer - 1999 Various Artists Not the Same Old Song & Dance: Aerosmith Tribute - 1999 Robben Ford, Supernatural - 1999 BAL, Sometime Soon - 1999 Bill Evans, Touch - 1999 Tom Scott, Smokin' Section - 1999 Frank Quintero, Bien - 1998 Gianni Morandi, Celeste Azzurro E Blue - 1998 Jewel, Spirit - 1998 Gitte Haenning, My Favorite Songs - 1998 Vasco Rossi, Canzoni Per Me - 1998 Various Artists Outlandos D'Americas: A Rock En Espanol Tribute To The Police - 1998 Myriam Hernandez, Todo el Amor - 1998 Barry Finnerty, Space Age Blues - 1998 Tony Darren, Sun Song - 1998 Randy Waldman, Wigged Out - 1997 Frank Zappa, Have I Offended Someone? - 1997 Rita Lee, Santa Rita De Sampa - 1997 Céline Dion, Let's Talk About Love - 1997 Victor Feldman, Fiesta & More - 1997 David Garfield, Tribute to Jeff - 1997 Billy Joel, Greatest Hits Vol. 3 - 1997 James Horner, Cocoon Soundtrack - 1997 Leonard Cohen, More Best of Leonard Cohen - 1997 Bill Evans, Starfish And The Moon - 1997 Chick Corea, Live From Blue Note Tokyo - 1997 Various Artists Carnival: Rainforest Foundation Concert - 1997 Steve Tavaglione, Blue Tav - 1997 New Spirits in Jazz, New Spirits in Jazz – Vol. 3 - 1996 Sting, Mercury Falling - 1996 Joni Mitchell, Hits - 1996 Joni Mitchell, Misses - 1996 Michael Landau, Tales From the Bulge - 1996 Vasco Rossi, Nessun Pericolo...Per Te - 1996 Sergio Mendes, Oceano - 1996 Vonda Shepard, It's Good Eve - 1996 Various Artists Sanctuary: 20 Years of Windham Hill - 1996 Warren Cuccurullo, Thanks to Frank - 1996 Eros Ramazzotti, Donde Hay Musica - 1996 Elio E Le Storie Tese, Eat The Phikis - 1996 Eros Ramazzotti, Dove C' E Musica - 1996 Clannad, Lore - 1996 Frank Zappa, The Lost Episodes - 1996 Frank Zappa, Frank Zappa Plays the Music of Frank Zappa: A Memorial Tribute - 1995 Frank Zappa, Strictly Commercial - 1995 Frank Zappa, You Can't Do That on Stage Anymore, Vol. 1 - 1995 Frank Zappa, You Can't Do That on Stage Anymore, Vol. 4 - 1995 Frank Zappa, You Can't Do That on Stage Anymore, Vol. 6 - 1995 SMAP, 007 Gold Singer - 1995 Umberto Fiorentino, Ulisse - 1995 Simple Minds, Good News from the Next World - 1995 Don Henley, Actual Miles: Henley's Greatest Hits - 1995 David Sanborn, Love Songs - 1995 Melissa Manchester, If My Heart Had Wings - 1995 Curtis Stigers, Time Was - 1995 Dan Fogelberg, No Resemblance Whatsoever - 1995 Bobby Caldwell, Soul Survivor - 1995 John McLaughlin, The Promise - 1995 Drupi, Voglio Una Donna - 1994 Diane Schuur, Heart to Heart - 1994 Cristian, El Camino del Alma - 1994 Rosco Martinez, Aqui Estoy - 1994 4Him, The Ride |  | - 1994 Vinnie Colaiuta, Vinnie Colaiuta - 1994 Temptations, Emperors of Soul - 1994 Third Matinee, Meanwhile - 1994 Roberto Carlos, Voce E Minha - 1994 Brandon Fields, Brandon Fields - 1993 Sonya Jason, Tigress - 1993 Sting, Ten Summoner’s Tales - 1993 Jevetta Steele, Here It Is - 1993 Buell Neidlinger Quartet, Big Drum - 1993 Air Supply, Vanishing Race - 1993 Jeff Beal, Three Graces - 1993 Ray Charles, My World - 1993 Yutaka, Another Sun - 1993 Duran Duran, The Wedding Album - 1993 Tim Weston, Providence - 1993 Kal David, Double Tuff - 1992 Sting, Acoustic Live in Newcastle - 1992 Various Artists GRP 10th Anniversary Collection - 1992 Leonard Cohen, The Future - 1992 Shawn Colvin, Fat City - 1992 Allan Holdsworth, Wardenclyffe Tower - 1992 Tom Lellis, Taken to Heart - 1992 Brunel, Bunny Dedication - 1992 Gloria Trevi, Me Siento Tan Sola - 1992 Brenda Russell, Greatest Hits - 1992 Pat Kelley, High Heels - 1992 Jennifer Warnes, The Hunter - 1992 Rodney Crowell, Life Is Messy - 1992 Tony Banks, Still - 1992 Helen Hoffner, Wild About Nothing - 1992 Brandon Fields, Other Places - 1992 Tom Fowler, Heartscapes - 1992 Go West, Indian Summer - 1991 Frank Zappa, Any Way the Wind Blows - 1991 Joni Mitchell, Night Ride Home - 1991 Various Artists For The Boys: Music From The Motion Picture - 1991 Eric Marienthal, Crossroads - 1991 Julia Fordham, Swept - 1991 Everything But the Girl, Worldwide - 1991 Ricky Peterson, Smile Blue - 1991 Windham Hill Records Sampler, Windham Hill Sampler '92 - 1991 Bob Malach, Mood Swing - 1991 Toni Childs, House of Hope - 1991 Ivan Lins, Awa Yi - 1991 Doug Cameron, Journey to You - 1991 Claus Ogerman, Claus Ogerman Featuring Michael Brecker - 1991 Dan Siegel, Going Home - 1991 Rick Astley, Free - 1991 Eddie Daniels, This Is Now - 1990 Red Hot AIDS Benefit Series, Red Hot + Blue: A Tribute to Cole Porter - 1990 Ricardo Silveira, Amazon Secrets - 1990 David Baerwald, Bedtime Stories - 1990 Vernell Brown, A Total Eclipse - 1990 Ricky Peterson, Night Watch - 1990 David Benoit, Inner Motion - 1990 Ashley Maher, Hi - 1990 Kimo Williams, War Stories - 1990 Everything But the Girl, The Language of Life - 1990 Bill Meyers, The Colour Of The Truth - 1990 Barbara Higbie, Signs of Life - 1990 Michael Franks, Blue Pacific - 1990 Steve Bach, Nice Moves - 1990 Beth Nielsen Chapman, Beth Nielsen Chapman - 1990 Barry Manilow, Barry Because It's Christmas - 1990 Paul Young, Other Voices - 1990 Darlene Love, Paint Another Picture - 1990 Monna Bell, Monna Bell Ahora - 1990 Rippingtons, Welcome to the St. James’ Club - 1990 John Patitucci, Sketchbook - 1989 Philip Aaberg, Upright - 1989 Frank Gambale, Thunder from Down Under - 1989 Dreamstreet II, No Limit - 1989 Sadao Watanabe, Selected - 1989 Wang Chung, The Warmer Side of Cool - 1989 Barry Manilow, Barry Manilow - 1989 Keiko Matsui, Drop of Water - 1989 Nik Kershaw, The Works - 1989 John Patitucci, On the Corner - 1989 Indio, Big Harvest - 1989 The Beach Boys, Still Cruisin' - 1989 Allan Holdsworth, Secrets - 1989 Julian Lennon, Mr. Jordan - 1989 Victor Feldman, The Best of Feldman and the Generation Band - 1989 Keiko Matsui, No Borders - 1989 Keiko Matsui, Under Northern Lights - 1989 Doug Cameron, Mil Amores - 1989 Dan Siegel, Late One Night - 1988 Robben Ford, Talk to Your Daughter - 1988 David Sanborn, Close-Up - 1988 Rippingtons, Kilimanjaro - 1988 Peabo Bryson, Positive - 1988 Suzanne Dean, Dreams Come True - 1988 Jeff Richman, The Way In - 1988 Yutaka, Yutaka - 1988 Tori Amos's Y Kant Tori Read, Y Kant Tori Read - 1988 Brenda Russell, Get Here - 1988 Les McCann, Butterfly - 1988 John Patitucci, John Patitucci - 1988 Various Artists GRP Christmas Collection - 1988 Kazu Matsui, Time No Longer - 1988 Patti Austin, The Real Me - 1988 Perri, The Flight - 1988 Al Stewart, Last Days of the Century - 1988 The Fowler Brothers, Breakfast for Dinosaurs - 1988 Djavan, Bird of Paradise - 1988 Claus Ogerman, Claus Ogerman Featuring Michael Brecker - 1988 Sam Riney, At Last - 1988 Sam Riney, Lay It on the Line - 1988 Tom Scott, Flashpoint - 1988 Brandon Fields, Traveler - 1988 Frank Zappa, Guitar - 1988 Leonard Cohen, I’m Your Man - 1987 Eric Marienthal, Voices of the Heart - 1987 Bryan Ferry, Bête Noire - 1987 GRP All Stars, GRP Super Live in Concert - 1987 Julie Brown, Trapped in Body of a White Girl - 1987 Clare Fischer, Memento - 1987 Tom Scott, Streamlines - 1987 George Benson, Collaboration - 1987 Frank Quintero, Buscando Soles - 1987 Joyride, Joyride - 1987 Martha Davis, Policy - 1987 Eric Martin, I'm Only Fooling Myself - 1987 Jack Wagner, Don't Give Up Your Day Job - 1987 Doug Cameron, Passion Suite - 1987 Five Star, Between The Lines - 1987 Gregg Rolie, Gringo - 1987 Pat Kelley, Views of the Future - 1987 Sadao Watanabe, Birds of Passage - 1987 Lee Ritenour, Portrait - 1987 Dan Siegel, Northern Nights - 1987 Jennifer Warnes, Famous Blue Raincoat - 1987 Sadao Watanabe, Birds of Passage - 1987 Malta, My Ballads - 1987 Barry Manilow, Swing Street - 1986 Billy Joel, The Bridge - 1986 Jakob Magnusson, Time Zone - 1986 Indra Lesmana, For Earth and Heaven - 1986 Barnaby Finch, Digital Madness - 1986 Bill Meyers, Images - 1986 Temptations, To Be Continued... - 1986 Stone Fury, Let Them Talk - 1985 Olivia Newton-John, Soul Kiss - 1985 Doug Cameron, Freeway Mentality - 1985 The Commodores, Night Shift - 1985 Jeff Richman, Himalaya - 1985 Joni Mitchell, Dog Eat Dog - 1985 Barry Finnerty, Lights On Broadway - 1985 Michael Sembello, Without Walls - 1985 Maurice White, Maurice White - 1985 Joe Lamont, Secret You Keep - 1984 Kenny Pore, Inner City Dreams - 1984 Kazu Matsui Project, Standing in the Wings - 1984 Kazu Matsui Project, Is That The Way To Your Heart? - 1984 Pastiche, That’s R & B-Bop - 1984 Victor Feldman, Fiesta - 1984 Matthew Wilder, Bouncin' off the Walls - 1984 Poco, Inamorata - 1984 Barbra Streisand, Emotion - 1983 Frank Zappa, The Man From Utopia - 1983 Sergio Mendes, Sergio Mendes - 1983 Helen Reddy, Imagination - 1982 Joni Mitchell, Wild Things Run Fast - 1981 Frank Zappa, Tinseltown Rebellion - 1981 Frank Zappa, Shut Up 'n Play Yer Guitar - 1979 Frank Zappa, Joe’s Garage - 1979 Frank Zappa, Saarbrucken |